# Kopua kuiteri
Kopua kuiteri är en fiskart som beskrevs av Hutchins, 1991. Kopua kuiteri ingår i släktet Kopua och familjen dubbelsugarfiskar. Inga underarter finns listade i Catalogue of Life.